# A pénz beszél (film, 1990)
Az A pénz beszél (eredeti címe: Strike It Rich) 1990-ben bemutatott amerikai romantikus vígjáték, amelyet James Scott rendezett. A forgatókönyvet Graham Greene A vesztes mindent visz című regénye alapján készítették. A főbb szerepekben Robert Lindsay, Molly Ringwald és John Gielgud. 1990. január 26-án mutatták be az Egyesült Államokban. Magyarországon az MTV1 adta le 1991. június 8-án.

## Történet
Az ötvenes évek Londonában él egy amerikai nő, Cary Porter. Cary egy nagy multinacionális cégnél kezd dolgozni, ahol megismerkedik Ian Bertram könyvelővel. A férfi fülig beleszeret a lányba, és hamarosan megkéri a kezét. A cég vezetője, Herbert Dreuther javasolja nekik, hogy házasodjanak össze, és felkínálja, hogy kifizeti a Monte-Carlóban töltött nászutat, valamint kölcsön adja a jachtját. Sajnos a férfi megfeledkezik az ígéretéről. Amikor a jacht nem érkezik meg, Ian úgy dönt, hogy ruletten fogja elnyerni a pénzt, amivel kifizetik a hotelszámlát. A nagy játékban Cary-t magára hagyja, és bár a férfi terve beválik, sőt még többet is nyer, a házasságuk hirtelen bajba kerül.

## Szereplők
| Szerep           | Színész            | Magyar hang    |
| ---------------- | ------------------ | -------------- |
| Bertram          | Robert Lindsay     | Harsányi Gábor |
| Cary             | Molly Ringwald     | Nyírő Beáta    |
| Herbert Dreuther | John Gielgud       | Kun Vilmos     |
| Arnold           | Tim Seely          | n.a            |
| Blixon           | Marius Goring      | n.a            |
| Miss Bullen      | Richenda Carey     | n.a            |
| Mrs. de Vere     | Frances de la Tour | n.a            |
| hotelmenedzser   | Michel Blanc       | n.a            |

## Fogadtatás

### Kritikai visszhang
A Rotten Tomatoeson nem található még összesített értékelés a filmről (2025). Peter Rainer a Los Angeles Timestól azt írta: „A film, amely meglehetősen szorosan követi Greene cselekményét és párbeszédeit, egy könnyed elrettentő mesévé válik - túlságosan is könnyeddé, mint kiderül.” Janet Maslin a New York Timestól azt írta: „A kedves, de fénytelen A pénz beszél, amelyet James Scott írt és rendezett Graham Greene Loser Takes All című művéből, nagyon is rászorul a stílusra, vagy legalábbis néhány szikrára. Még a szerelmi történet is, amelyre a film épül, langyos.”

### Bevétel adatai
A Box Office Mojo szerint a film 545 ezer dolláros bevételt ért el, a költségvetésről nincs adat.